# HD 90677
HD 90677，又名CP-54 3651，SAO 238067、HR 4107，是一颗恒星，视星等为5.58，位于銀經283.07，銀緯2.32，其B1900.0坐标为赤經10h 22m 57.6s，赤緯-54° 2.32′ 4″。